# Paraffin

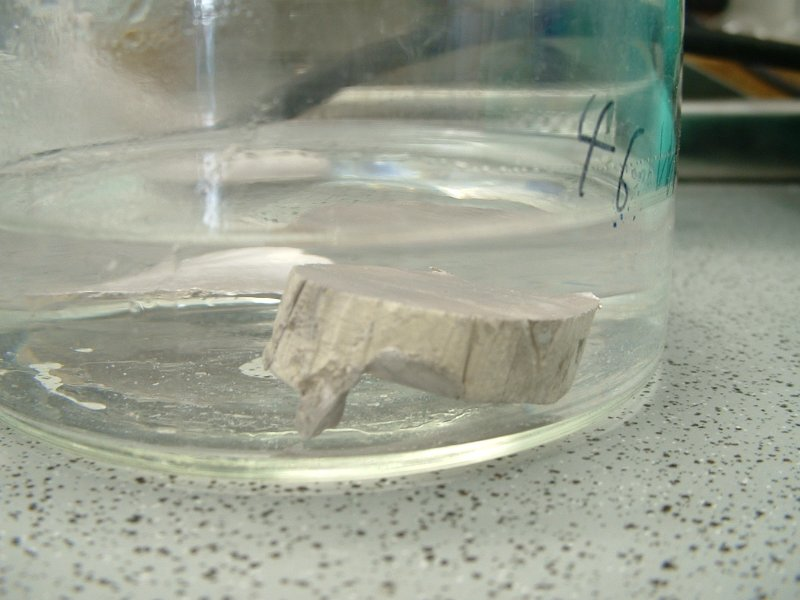
Metallisches Natrium unter Paraffinöl

Paraffin (lateinisch parum affinis ‚wenig reaktionsfähig‘) ist ein Gemisch aus acyclischen Alkanen (gesättigten Kohlenwasserstoffen) mit der allgemeinen Summenformel CnH2n+2. Die Zahl n liegt ca. zwischen 18 und 32. Paraffin ist leichtflüssig, ölig oder wachsartig, brennbar, geruch- und geschmacklos, ungiftig und elektrisch isolierend, wasserabstoßend, mit Fetten und Wachsen zusammenschmelzbar und gegenüber vielen Chemikalien reaktionsträge. Die Haupteinsatzgebiete sind als Brennstoff, Versiegelung, Pflege und Konservierung. Es wird als Brennstoff in Kerzen, Öllampen, als Grillanzünder, in Streichhölzern oder als festes Treibmittel für Hybridraketen genutzt.
Paraffin wurde 1830 von dem württembergischen Naturwissenschaftler Karl von Reichenbach während einer Versuchsreihe zur Ermittlung der Bestandteile des Holzteers entdeckt.

## Nomenklatur
Paraffin ist im Allgemeinen ein veralteter Überbegriff für gesättigte, meist aliphatische Kohlenwasserstoffe. Der Begriff wird aber in der petrochemischen Industrie zur Unterscheidung von acyclischen und cyclischen, naphthenischen Kohlenwasserstoffen genutzt. Der Begriff beschreibt sowohl gasförmige als auch flüssige und feste Kohlenwasserstoffe.
In der Galenik wird der Begriff für flüssige oder feste Gemische von gesättigten Kohlenwasserstoffen genutzt. Je nach Viskosität und Schmelzpunkt wird zwischen flüssigen Paraffinen (Paraffinum perliquidum), öligen oder pastösen Paraffinen (Paraffinum subliquidum) und festen Paraffinen (Paraffinum solidum) unterschieden. Daneben sind die Bezeichnungen Paraffinöl (Weißöl) oder Paraffinwachs gebräuchlich.
Im US-amerikanischen Englisch wird paraffin sinngleich wie im Deutschen verwendet. Im britischen Englisch ist ein Zusatz notwendig, da der Begriff sonst missverständlich ist: paraffin oil bedeutet ‚Petroleum‘ (britisch petroleum, gelegentlich auch stone oil ist ‚Erdöl/Rohöl‘) und paraffin wax ist ‚Paraffin‘.

## Eigenschaften

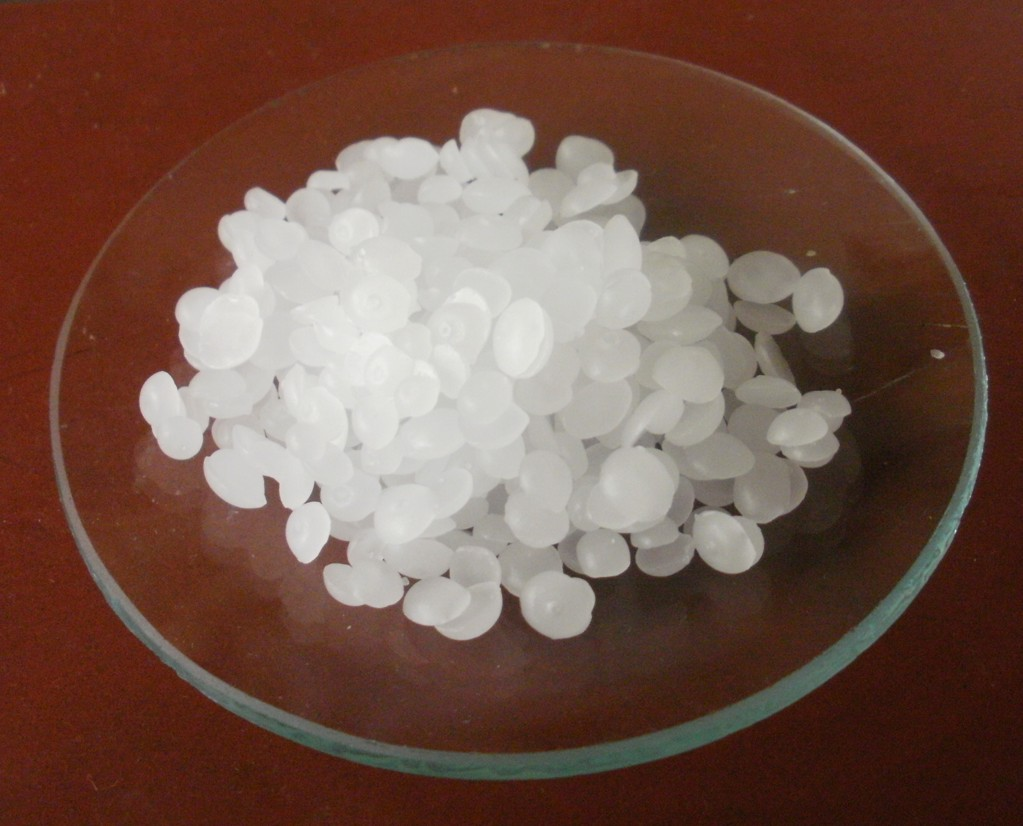
Industrielles Paraffinwachs in Pastillenform

### Chemische Eigenschaften
Die Eigenschaften der Paraffine lassen sich direkt aus der homologen Reihe der Alkane herleiten. Beispielsweise ist es beständig gegen Schwefelsäure, Brom und kalte Salpetersäure. In Reinform ist es weiß durchscheinend. Paraffine sind aus unverzweigten (n-) und verzweigten (iso-)Alkanen zusammengesetzt.

### Physikalische Eigenschaften
Paraffin ist unlöslich in Wasser, aber leicht löslich in Benzin, Ether und Chloroform. Paraffine besitzen eine besonders große Volumenzunahme um bis zu 10 % beim Erhitzen bis zum Phasenübergang von fest nach flüssig.
Es wird unterschieden zwischen dünnflüssigen Paraffinen (Paraffinum perliquidum), die eine Viskosität von 25 bis 80 mPas haben, und dickflüssigen Paraffinen (Paraffinum subliquidum), die als ölige Flüssigkeit eine Viskosität von 110 bis 230 mPas aufweisen. Flüssige Paraffine sind im CAS-Verzeichnis unter CAS-8012-95-1 beziehungsweise im EINECS-Verzeichnis unter EG 232-384-2 aufgeführt, ihre Dichte beträgt 0,81–0,89 g/cm³ und ihre Siedetemperatur liegt bei über 250 °C.
Hartparaffine (Paraffinum solidum) haben als feste Masse eine Erstarrungstemperatur von 50 bis 62 °C. In Hartparaffinen dominieren die n-Alkane, in Mikrowachsen dagegen die iso-Alkane. Die molare Masse liegt zwischen 275 und 600 Gramm pro Mol. Hartparaffin schmilzt zwischen 50 und 60 °C, Weichparaffin bei etwa 45 °C. Die Mikrowachse weisen Erstarrungspunkte zwischen 70 und 80 °C auf und enthalten Kettenlängen (n) von bis zu 75 Kohlenstoffatomen. Zwischen den Hartparaffinen und den Mikrowachsen liegen die sogenannten Intermediate, die Erstarrungspunkte von 60 bis 70 °C aufweisen. Die Schmelzenthalpie liegt zwischen 200 und etwa 240 kJ/kg.

## Herstellung
Paraffin wird aus den Schmierölschnitten der Vakuumdestillation heute überwiegend von Erdöl gewonnen. Daneben kann es mittels der direkten oder indirekten Hydrierung aus Braunkohle, Steinkohle, aus bituminösen Schiefern und Torfkohlen hergestellt werden. Die mit dem Fischer-Tropsch-Verfahren (z. B. Sasol, Shell) gewonnenen synthetischen Paraffine bestehen im Unterschied zu erdölbasierten Produkten überwiegend aus unverzweigten n-Alkanen.
Allgemein entsteht bei der Entparaffinierung als Nebenprodukt der Paraffingatsch, der noch 2 bis 30 % Ölanteile enthält. Aus diesem Gatsch wird durch Entölung mit unterschiedlichen Ölabtrennungsverfahren (Schwitzentölung, Lösemittelentölung, Sulzer-Kristallisationsentölung) das Rohparaffin gewonnen. Das Rohparaffin wird anschließend weiter raffiniert (s. u.). Bei der Gewinnung von Paraffinen fallen außerdem als Nebenprodukt Paraffinöle an, die weiter zu Weißölen raffiniert werden können, welche als hochwertige Schmiermittel dienen. Weiterhin kommen raffinierte Weißöle im Pharmabereich sowie bei der Herstellung von Vaseline zum Einsatz.
Die Hart- und Intermediate-Paraffine werden aus Paraffingatsch hergestellt. Dieser Gatsch fällt bei der Entparaffinierung von Mineralöl, etwa durch Harnstoff-Extraktiv-Kristallisation, als Nebenprodukt an. Der Gatsch wird mit Hilfe von Lösungsmittel-, Schwitz- und Kristallisationverfahren (modernstes Verfahren der Sulzer-Chemtech) von Ölresten befreit. Danach werden diese Rohparaffine raffiniert (Hydrierung oder Bleichverfahren), wobei Aromaten, Schwefel- und Stickstoffverbindungen umgewandelt beziehungsweise entfernt werden. Durch die Raffination entsteht ein weißes, geruchloses Produkt, welches in der Lebensmittel-, Kosmetik- (Vaseline) und Pharmaindustrie verwendet werden kann.
Mikrowachse (auch mikrokristalline Wachse genannt) werden dagegen aus dem Vakuumrückstand der Mineralölraffinerie gewonnen. Hier müssen durch ein spezielles Raffinationsverfahren (zum Beispiel Propan-Entasphaltierung) die schweren Rohölkomponenten entfernt werden. Danach ist der Ablauf (Entparaffinierung, Entölung, Raffination) analog wie bei den anderen Paraffinen.

## Verwendung
Aufgrund unterschiedlicher Zusammensetzungen, Herstellungsmethoden und verschiedener Verwendungszwecke werden Paraffine als Mikrowachs, Ceresin (Mineralwachs, Paraffinwachs), Weißöl, Petrolatum (Vaseline) sowie missverständlich als Petroleum verkauft. Hauptabnehmer von Paraffin ist weltweit die Kerzenindustrie (Teelichte, Haushalts- und Dekorationskerzen). Es ist preiswerter als Stearin oder Bienenwachs, dem es beigemischt sein kann.

### Hydrophobierung
Die wasserabweisenden und isolierenden Eigenschaften werden bei der Isolation von Seekabeln, dem Versiegeln von Gläsern und Flaschen (siehe Parafilm) genutzt, ebenso als wasserabweisender (hydrophober) Überzug oder, in Form von Weißöl, als Imprägnierung von Papier, Holz, Textilien und Isolierstoffen. Weiterhin dient es bei gewerblichen Sprengstoffen als Feuchtigkeitsschutz, der Produktion von Wachsdispersionen zur Imprägnierung von Holzwerkstoffen, als Paraffinum liquidum zur Pflege von Holzoberflächen und als Lackpoliturzusatz.

### Kosmetik
Hoch gereinigte Paraffine unterschiedlicher Konsistenz (flüssige Öle bis feste Wachse) werden seit vielen Jahrzehnten in kosmetischen Mitteln wie Cremes, Lotionen und Lippenstiften eingesetzt. Sie haben filmbildende, schützende und hydrophobe Eigenschaften, fördern die Glanzbildung und geben Konsistenz. Paraffin dient als Grundstoff für Salben (z. B. in Form von Vaseline) und Cremes (z. B. bei atopischen Ekzemen bzw. Neurodermitis), für Kosmetik- und Medizinprodukte (z. B. Lippenstift). Vaseline dient als Kälteschutzcreme, indem es die Wasserverdunstung aus exponierter Gesichtshaut unterbindet und die Haut verdickt. Beim Militär dient es als Zusatzstoff in Tarnschminke. In Kosmetika wird es als PARAFFIN (INCI) auf der Inhaltsstoffliste angegeben.

### Pharmazie und Medizin
In der Pharmazie wird Paraffin als Bindemittel in Salben eingesetzt. Flüssige Paraffine (z. B. Nujol) werden als mildes Laxans und als Antidot bei Vergiftungen durch oral eingenommene, fettlösliche Toxine (Resorptionsverhinderung) verwendet. Ebenso zur Konservierung anatomischer Präparate (Paraffinierung) sowie in der Archäologie zum Präparieren archäologischer Funde. Eine weitere Anwendung ist die Histologie. Dabei werden Gewebeproben in spezielle Paraffine, teilweise auch mit Kunststoffzusätzen zur besseren Schneidbarkeit, gegossen und dann geschnitten.

### Nahrungsmittel
Bei der Herstellung von Käse dient es bei einigen Sorten als Überzug der Rinde, um den Laib zu konservieren und vor Austrocknung zu schützen, beispielsweise beim Edamer oder Gouda. Weiterhin wird es bei der Herstellung von Kaugummi und Süßwaren verwendet, da Paraffin als Trennmittel das Verkleben von Dragees mit Zuckerglasur unter Luftfeuchtigkeit verhindert.

### Pflegemittel
Auch Pflege- und Putzmittel für Holz und Metall, für Autolacke oder für Schuhcremes enthalten Paraffin.
Große Mengen werden auch im Korrosionsschutz in der Autoindustrie (Flutwachse) oder als Zusatz zu Gummiprodukten, zum Beispiel Reifen (Lichtschutzwachse, Ozonschutzwachse), verwendet. Lichtschutzwachse können auch aus synthetischen Wachsen, die mittels der Fischer-Tropsch-Synthese gewonnen werden, hergestellt werden.

### Weitere Einsatzzwecke
- Paraffin wird als Suspensionsmittel in der IR-Spektroskopie eingesetzt
- Gleitmittel sowie als Dichtmittel für Glasschliffe
- Ausbruchsschutz in der Ameisenhaltung
- als Austriebsspritzmittel im Pflanzenschutz (Larven werden durch Paraffinfilm erstickt)
- in der Physikalischen Therapie als Paraffin-Fango
- Wachsmalstifte
- zur Fixierung von Spulen zum Beispiel bei Tonabnehmern
- in der Reifenherstellung als Ozonschutz
- als Linse zum Bündeln von Mikrowellen
- Speichermedium in Latentwärmespeichern (unter anderem in der Solarthermie)
- als Moderatorsubstanz in Neutronenquellen
- als organischer Binder in Pressgranulaten bei der Hartmetall-Herstellung
- als Kühlmittel für Supercomputer wie dem Vienna Scientific Cluster 3
- Ausdehnungssubstanz mit Phasenübergang in Heizkörperthermostaten
- beim Paraffintest als forensisches Nachweisverfahren für Nitrat- und Nitritspuren
- das deutsche Raumfahrtunternehmen HyImpulse entwickelt Raketen, die auf Basis von Paraffin angetrieben werden[7]
- als Kettenschmiermittel bei Fahrradantrieben

## Gesundheit

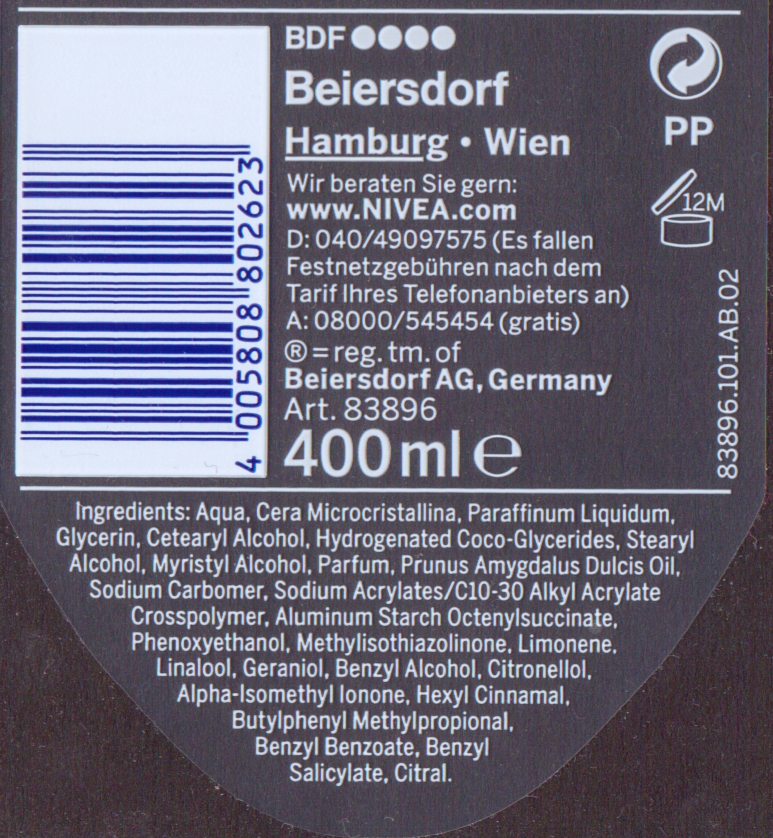
INCI-konforme Angabe der Inhaltsstoffe (u. a. Paraffinum Liquidum = Paraffin (flüssig)) eines Kosmetikums auf der Rückseite der Packung unten.

Nach den aktuellen Sicherheitsdaten wird Paraffin entsprechend den Kriterien der Verordnung (EG) Nr. 1272/2008 (CLP) als ungefährlich für Mensch und Umwelt eingestuft. Wegen der vielfältigen Einsatzmöglichkeiten – z. B. als Brennstoff für Kerzen, als Bestandteil von Arzneimitteln, zum Schutz von Lebensmitteln, als kosmetischer Inhaltsstoff – ist zur Bewertung möglicher Risiken auch eine anwendungsspezifische Betrachtung erforderlich. Unterschiedliche Szenarien der Exposition wie z. B. Inhalation, dermale Applikation oder interne Einnahme sind dabei produktspezifisch zu berücksichtigen. Für Mineralöle in Lippenpflegeprodukten gelten zum Beispiel wegen des möglichen Verschluckens des Produktes die für den Lebensmittelbereich definierten Kriterien.
Bei Lippenpflegestiften wird neben einer möglichen Aufnahme über die Haut auch eine orale Aufnahme von Kohlenwasserstoffen aus mineralölhaltigen Produkten diskutiert. Vor diesem Hintergrund gibt es eine Empfehlung von COLIPA/IKW, wonach in Lippen- und Mundpflegeprodukten nur Paraffine und Wachse eingesetzt werden, die bestimmte Qualitätskriterien erfüllen. Unter Berücksichtigung dieser hohen Qualität und unter Bezug auf verschiedene Kanzerogenitäts-Studien begründen Industrie und Verbände ihre Einschätzung der gesundheitlichen Unbedenklichkeit von Mineralölen in Lippenstiften.
Das BfR sieht eine abschließende Risikobewertung erschwert, da hinsichtlich einer möglichen oralen Aufnahme aus Lippenstiften noch Datenlücken bestehen. Es empfiehlt den MOAH-Gehalt so weit wie technologisch machbar zu reduzieren. Eine 2015 veröffentlichte Studie von Niederer u. a. empfiehlt eine Begrenzung des Gehaltes von Mineralölen in Lippenpflegeprodukten auf weniger als 5 %.
Das Bundesamt für Verbraucherschutz erwartet von Paraffin in kosmetischen Mitteln keine schädigende Wirkung und schließt allergische Reaktionen weitgehend aus. Die Expertengruppen CIR (Cosmetic Ingredient Review – USA) gehen davon aus, dass bei topischer Applikation Paraffine nicht die Haut penetrieren und daher keine Gefährdung von diesen Stoffen ausgeht.
Die Stiftung Warentest antwortete auf eine Anfrage zu Paraffin:

„Naturkosmetikfirmen verzichten mit dem Argument, Paraffin würde sich wie ein Film auf die Haut legen und sie am Atmen hindern, oft auf diesen Inhaltsstoff. Nicht nur die Hersteller herkömmlicher Kosmetik halten dagegen, sondern auch Dermatologen und Kosmetikchemiker: Bei den in Kosmetik eingesetzten Paraffinen und den verwendeten Konzentrationen ist für die Haut nichts Schädliches zu erwarten.“

Die Zeitschrift Öko-Test warnt vor mehr als 10 % Paraffin in Hautpflegeprodukten und wertet Cremes mit einem Gehalt über 10 % im Testergebnis massiv ab, da dies die Austrocknung der Haut und damit die Bildung von Falten begünstigen könnte. Öko-Test äußerte sich dazu:

„Paraffine: Sammelbezeichnung für unzählige künstliche Stoffe aus Erdöl […] behindern die natürlichen Regulationsmechanismen […] können sich in Leber, Niere und Lymphknoten anreichern […].“

Das Bundesinstitut für Risikobewertung hat am 26. Mai 2015 ebenfalls das Thema aufgegriffen. Der Titel der Stellungnahme: Mineralöle in Kosmetika: Gesundheitliche Risiken sind nach derzeitigem Kenntnisstand bei einer Aufnahme über die Haut nicht zu erwarten. Das BfR berichtet, dass Mineralölprodukte nach derzeitigem Kenntnisstand, falls überhaupt, nur in sehr geringen Mengen über die Haut aufgenommen werden. Trotz langjährigem und weitverbreitetem Gebrauch wurden bisher keine Auswirkungen auf die Gesundheit durch Mineralölkomponenten in kosmetischen Produkten berichtet.
Der Qualität und Reinheit der Mineralölprodukte kommt eine hohe Bedeutung zu. Nach der EG-Kosmetikverordnung sind Mineralöle in kosmetischen Mitteln nur erlaubt, wenn der Raffinationsprozess vollständig bekannt und der Ausgangsstoff frei von kanzerogenen Substanzen ist oder das Destillat entsprechend geprüft wurde.